# Бу-Маза
Бу-Маза (то есть отец козы), настоящее имя Си-Мохамед-бен-Абдала (род. 1820 — ?) — один из известных арабских предводителей во время войны с французами, при покорении последними Алжира. Прозвище своё получил от постоянно находившейся при нём козы, молока которой, по уверению этого фанатика, достаточно было для прокормлении всех его последователей.
Бу-Маза родился в 1820 году в окрестностях Тлемсена; главная деятельность его относится ко времени с 1845 по 1847 годы. Сначала он действовал вместе с Абд аль-Кадиром, но вскоре разошелся с ним. 10 января 1847 года потерпел поражение от генерала Эмиля Эрбийона и 13 апреля того же года сдался полковнику Сент-Арно. Отосланный затем в Париж, Бу-Маза пытался бежать, но был пойман и заключен в Гамский форт (близ Перонна). С тех пор в Алжире появлялись несколько раз самозванцы под именем Бу-Маза.